# Kirsànovka (Kémerovo)
|  | Per a altres significats, vegeu «Kirsànovka». |

Kirsànovka (en rus: Кирсановка) és un poble de l'óblast de Kémerovo, a Rússia, que en el cens del 2010 tenia 317 habitants, pertany al districte de Mariïnsk.